# Kościernica, Hạt Koszalin
Kościernica [kɔɕt͡ɕerˈnit͡sa] (tiếng Đức: Kösternitz)  là một ngôi làng thuộc khu hành chính của Gmina Polanów, thuộc quận Koszalin, West Pomeranian Voivodeship, ở phía tây bắc Ba Lan. Nó nằm khoảng 19 kilômét (12 mi) phía tây Polanów, 18 km (11 mi) phía đông Koszalin và 148 km (92 mi) về phía đông bắc của thủ đô khu vực Szczecin.
Trước năm 1945, khu vực này là một phần của Đức. Đối với lịch sử của khu vực, xem Lịch sử của Pomerania.
Ngôi làng có dân số 284.